# Ischyropsalis hadzii
Espèce
Synonymes
- Phalangium cancroides Schmidt, 1851 nec Linnaeus, 1758

Ischyropsalis hadzii est une espèce d'opilions dyspnois de la famille des Ischyropsalididae.

## Distribution
Cette espèce se rencontre en Slovénie et en Autriche en Carinthie dans des grottes.

## Systématique et taxinomie
Cette espèce a été décrite sous le protonyme Phalangium cancroides par Schmidt en 1851. Le nom Phalangium cancroides Schmidt, 1851 étant préoccupée par Phalangium cancroides Linnaeus, 1758, il est remplacé par Ischyropsalis hadzii par Roewer en  1950.

## Étymologie
Cette espèce est nommée en l'honneur de Jovan Hadži.

## Publications originales
- Roewer, 1950 : « Über Ischyropsalididae und Trogulidae. Weitere Weberknechte XV. » Senckenbergiana, vol. 31, no 1/2, p. 11–56.
- Schmidt, 1851 : « I. Versammlungsberichte. 2. Versammlung am 8. Februar. » Berichte über die Mittheilungen von Freunden der Naturwissenschaften in Wien, vol. 7, no 1, p. 42–70 (texte intégral).